# 이사벨 프레이슬레르
마리아 이사벨 프레이슬레르 아라스티아(타갈로그어: María Isabel Preysler Arrastía, 1951년 2월 18일 ~ )는 필리핀의 모델, 사교계 명사, 텔레비전 진행자이다.

## 생애
1951년 필리핀 마닐라의 부유한 미국인과 필리핀인 혼혈 가정의 6남매 가운데 셋째 딸로 태어났으며 어린 시절에는 로마 가톨릭교회 사립 학교에 재학했다. 16세 시절에 스페인 마드리드로 건너가 아일랜드 가톨릭 대학교에서 회계학 등을 전공했다. 이후 필리핀으로 돌아와 모델 활동을 하기도 했고 마닐라 쉐라톤 호텔 앤드 리조트에서 주최한 미인 대회와 자선 대회에서 여러 가지 상을 수상하기도 했다.
1970년에는 스페인에서 발행되는 유명 인사 전문 잡지 《올라!》(¡Hola!)의 기자로 활동했고 1984년에는 스페인의 텔레비전 생활 정보 전문 프로그램 《오이 엔 카사》(Hoy en Casa, 오늘은 집에서)의 진행자로 활동했다. 다재다능한 마리아 프레이슬레르는 '마닐라의 진주'라는 별명으로 불리면서 필리핀과 스페인의 유명 인사가 되었다.
이사벨 프레이슬레르는 스페인의 가수인 엔리케 이글레시아스의 어머니이자 '라틴 발라드의 황제'라 불리는 스페인 출신의 세계적인 스타 가수인 훌리오 이글레시아스의 첫 번째 아내이기도 했다. 훌리오 이글레시아스와 이사벨 프레이슬레르 부부는 1971년 1월 29일에 결혼하여 8년 후 1979년에 이혼할 때까지 8년을 함께 하면서 3명의 자녀를 두었다.